# Achrocerides theorini
Achrocerides theorini is een vlinder van de familie van de slakrupsvlinders (Limacodidae). De wetenschappelijke naam van deze soort is voor het eerst voorgesteld als Chrysopoloma theorini door Per Olof Christopher Aurivillius in een publicatie uit 1891.
De soort komt voor in Ghana, Nigeria, Kameroen, Gabon, Congo-Kinshasa en Oeganda.